# Blackrock (Dublin)
Blackrock (irl. An Charraig Dhubh) – dzielnica Dublina w Irlandii, położone na południu aglomeracji dublińskiej u wybrzeża Morza Irlandzkiego w hrabstwie Dún Laoghaire-Rathdown. Zajmuje duży  obszar wznoszący się od poziomu morza aż po wysokość 90 m, przy trasie N 11, liczy około 28 tys. mieszkańców (2006).